# Моссано
Моссано (итал. Mossano) — коммуна в Италии, располагается в провинции Виченца области Венеция.
Население составляет 1670 человек, плотность населения составляет 128 чел./км². Занимает площадь 13 км². Почтовый индекс — 36024. Телефонный код — 0444.
Покровителем коммуны почитается святой апостол Пётр. Память святого Иосифа Обручника совершается 23 июля.